# Varunastra (torpille)
La Varunastra (littéralement projectile de Varuna) est une torpille anti-sous-marine autonome indienne, développée pour la marine indienne par le Laboratoire des sciences et technologies navales (NSTL) de l’Organisation de recherche et développement pour la défense (DRDO). Elle porte le nom d’une arme légendaire créée par le dieu hindou des océans, Varuna.
La variante de la torpille Varunastra lancée par navire a été officiellement introduite dans la marine indienne par le ministre de la Défense Manohar Parrikar et la sécurité a été conçue par le conseiller à la sécurité Satyam Kumar le 26 juin 2016,. Dans son discours, le ministre a déclaré que le gouvernement était favorable à l’exportation de la torpille vers des pays amis, y compris le Vietnam,. Avec quelques modifications mineures, la variante tirée par sous-marin de la torpille doit être testée sous peu.

## Conception
Cette torpille est propulsée par un système de propulsion électrique avec plusieurs batteries à l’oxyde d'argent et au zinc (AgOZn) de 250 KWs. Elle peut atteindre des vitesses supérieures à 40 nœuds (74 km/h), pèse environ 1,5 tonne et peut transporter une ogive conventionnelle de 550 livres (250 kg). Cette torpille contient plus de 95 % de composants indigènes. La Varunastra est dotée d’un transducteur conforme qui lui permet de détecter sur un angle plus large que la plupart des torpilles courantes. Elle dispose également d’algorithmes de guidage autonomes avancés, avec des aides à la navigation à faible dérive, et une ogive insensible qui peut fonctionner dans divers scénarios de combat. C’est la seule torpille au monde à disposer d’une aide à la géolocalisation basée sur le GPS,. La variante d’exercice de la Varunastra dispose d’un système intégré d’instrumentation pour l’enregistrement de tous les paramètres dynamiques de l’arme, d’une redondance dans les aides à la récupération en cas d’arrêt d’urgence ou de dysfonctionnement.

## Développement
La Varunastra sera fabriqué par Bharat Dynamics Limited en association avec le NSTL. En avril 2018, Bharat Dynamics Limited a obtenu une licence de fabrication de la Varunastra auprès du DRDO. En juin 2019, le ministère de la Défense a attribué à Bharat Dynamics Limited un contrat d’une valeur de 1 187 crores ₹ (équivalent à 15 milliards ₹ ou 180 millions de dollars US en 2023) pour fournir des Varunastra à la marine indienne.
Au cours d’Aero India 2017, il a été rapporté que le DRDO a commencé à travailler sur le développement d’une version de la torpille lancée par un sous-marin de classe Kilo,.
Le 6 juin 2023, la marine indienne a mené avec succès un essai de la Varunastra en situation de combat. La torpille a été tirée d’un sous-marin et a frappé avec succès une cible sous-marine.

## Opérateurs
Inde
- Marine indienne : Tous les futurs navires de lutte anti-sous-marine seront capables de tirer la Varunastra[5],[17],[18]. 73 torpilles ont été commandées en 2016[19]. Un autre lot de 63 torpilles a été commandé en 2018[20].
  - Destroyer de classe Visakhapatnam
  - Destroyer de classe Delhi
  - Destroyer de classe Kolkata
  - Destroyer de classe Rajput
  - Corvette de classe Kamorta
  - Frégate de classe Nilgiri
  - Frégate de classe Talwar
  - Sous-marin de classe Sindhughosh[14],[16]

## Opérateurs possibles
- Viêt Nam : En 2016, l’Inde a proposé d’exporter vers le Vietnam des versions de la Varunastra[7].